# Nana Clips 3
Albums de Nana Mizuki
Live Rainbow at Budokan
(2005) Livedom -Birth- at Budokan
(2006)
Nana Clips 3 est la 6e vidéo musicale de la chanteuse et seiyū japonaise Nana Mizuki.

## Présentation
La vidéo sort au format DVD le 18 janvier 2006 sous le label King Records. Le DVD atteint la 3e place du classement de l'Oricon et reste classé pendant trois semaines.
Il contient les clips des singles suivants : Innocent Starter, Wild Eyes et Eternal Blaze dont la face-B Rush&Dash!; ainsi que la chanson Miracle☆Flight extraite de l'album Alive & Kicking. Ainsi que les making-of de ces 5 chansons. Il y a également les publicités commerciales de ces trois singles ainsi que celle de l'album Alive & Kicking et des DVD Nana Clips 2, Nana Mizuki Live Rainbow at Budokan et NANA MIZUKI LIVE ROCKET 2005 ~summer~.

## Liste des titres
| 1.  | Innocent Starter (PV)                                                           |  |
| 2.  | Miracle☆Flight (ミラクル☆フライト PV)                                           |  |
| 3.  | Wild Eyes (WILD EYES PV)                                                        |  |
| 4.  | Eternal Blaze (ETERNAL BLAZE PV)                                                |  |
| 5.  | Rush&Dash! (RUSH & DASH! PV)                                                    |  |
| 6.  | Innocent Starter (making-of)                                                    |  |
| 7.  | Miracle☆Flight (ミラクル☆フライト making-of)                                    |  |
| 8.  | Wild Eyes (WILD EYES making-of)                                                 |  |
| 9.  | Eternal Blaze (ETERNAL BLAZE making-of)                                         |  |
| 10. | Rush&Dash! (RUSH & DASH! making-of)                                             |  |
| 11. | Nana Clips 2 (NANA CLIPS 2 TV-CM)                                               |  |
| 12. | Innocent Starter (TV-CM)                                                        |  |
| 13. | Alive & Kicking (TV-CM)                                                         |  |
| 14. | NANA MIZUKI LIVE RAINBOW 2004-2005 (Tour CM)                                    |  |
| 15. | Nana Mizuki Live Rainbow at Budokan (NANA MIZUKI LIVE RAINBOW at BUDOKAN TV-CM) |  |
| 16. | Wild Eyes (WILD EYES TV-CM)                                                     |  |
| 17. | NANA MIZUKI LIVE ROCKET 2005 ~summer~ (Tour CM)                                 |  |
| 18. | Eternal Blaze type-A (ETERNAL BLAZE type-A TV-CM)                               |  |
| 19. | Eternal Blaze type-B (ETERNAL BLAZE type-B TV-CM)                               |  |